# Cassine grossa
Cassine grossa là một loài thực vật có hoa trong họ Dây gối. Loài này được (Wall. ex Roxb.) Kosterm. mô tả khoa học đầu tiên năm 1986.